# Dualidade (otimização)
Na teoria da otimização matemática, a dualidade, ou princípio da dualidade, é o princípio de que os problemas de otimização podem ser vistos a partir de duas perspectivas: o problema primordial (primal) ou o problema dual. A solução para o problema dual fornece um limite inferior para a solução do problema primal (minimização). No entanto, em geral, os valores ótimos dos problemas primários e duais não precisam ser iguais. Sua diferença é chamada de diferença de dualidade. Para problemas de otimização convexa, a diferença de dualidade é zero sob uma condição de qualificação de restrição.

## Problema dual
Geralmente, o termo "problema dual" refere-se ao problema dual de Lagrange, mas outros problemas duais são usados - por exemplo, o problema dual de Wolfe e o problema dual de Fenchel. O problema dual de Lagrange é obtido pela formação do Lagrangeano de um problema de minimização usando multiplicadores de Lagrange não-negativos para adicionar as restrições à função objetivo e, em seguida, resolvendo os valores primários das variáveis que minimizam a função objetivo original. Essa solução fornece as variáveis primárias como funções dos multiplicadores de Lagrange, que são chamadas de variáveis duais, de modo que o novo problema é maximizar a função objetivo com relação às variáveis duais sob as restrições derivadas nas variáveis duais (incluindo pelo menos a não-negatividade restrições).
Em geral, dados dois pares duplos de espaços locais convexos separados {\displaystyle (X,X^{*})}e {\displaystyle (Y,Y^{*})}e a função {\displaystyle f:X\rightarrow \mathbb {R} \cup \{+\infty \}}, podemos definir o problema primordial como encontrar {\displaystyle {\widehat {x}}}de tal modo que {\displaystyle f({\hat {x}})={\underset {x\epsilon X}{\inf }}f(x)}. Em outras palavras, se {\displaystyle {\widehat {x}}} existe, {\displaystyle f({\hat {x}})} é o mínimo da função {\displaystyle f} e o ínfimo (maior limite inferior) da função é atingido.
Se houver condições de restrição, elas podem ser incorporadas na função {\displaystyle f} deixando {\displaystyle {\tilde {f}}=f+Irestric{\tilde {o}}es} onde {\displaystyle Irestric{\check {o}}es} é uma função adequada em {\displaystyle X}que tem um mínimo de 0 sobre as restrições, e para o qual se pode provar que {\displaystyle {\underset {x\epsilon X}{\inf }}{\check {f}}(x)={\underset {x_{restric{\check {o}}es}}{\inf }}f(x)}. Esta última condição é trivial, mas nem sempre convenientemente satisfeita para a função característica (ou seja, {\displaystyle Irestric{\check {o}}es(x)=0}para {\displaystyle x} satisfazendo as restrições e {\displaystyle Irestric{\check {o}}es(x)=\infty }de outra forma). Então estenda {\displaystyle {\tilde {f}}} para uma função de perturbação {\displaystyle F:X\times Y\rightarrow \mathbb {R} \cup \{+\infty \}}, de tal modo que {\displaystyle F(x,0)={\tilde {f}}(x)}.
A diferença de dualidade é a diferença dos lados direito e esquerdo da desigualdade
{\displaystyle {\underset {y^{*}\epsilon Y^{*}}{sup}}-F^{*}(0,y^{*})\leq {\underset {x\epsilon X}{inf}}F(x,0)},
onde {\displaystyle F^{*}} é o conjugado convexo nas duas variáveis e {\displaystyle sup} denota o supremo (menor limite superior).

### Diferença de dualidade
Artigo principal: diferença de dualidade
O gap (ou diferença) de dualidade é a diferença entre os valores de quaisquer soluções primárias e quaisquer soluções duplas. Se {\displaystyle d^{*}} é o valor dual ideal e {\displaystyle p^{*}} é o valor primal ótimo, então o gap de dualidade é igual a {\displaystyle p^{*}-d^{*}}. Este valor é sempre maior que ou igual a 0. O gap de dualidade é zero se e somente se a dualidade forte for válida. Caso contrário, a lacuna é estritamente positiva e a dualidade é fraca.
Na otimização computacional, outro "gap de dualidade" é frequentemente relatado, que é a diferença de valor entre qualquer solução dual e o valor de uma iteração factível, mas sub-ótima, para o problema primordial. Essa alternativa "gap de dualidade" quantifica a discrepância entre o valor de uma iteração factível, mas sub ótima, para o problema primordial e o valor do problema dual; o valor do problema duplo é, sob condições de regularidade, igual ao valor do relaxamento convexo do problema primário: o relaxamento convexo é o problema que surge substituindo um conjunto viável não convexo por seu casco convexo fechado e com a substituição de uma função não-convexa com o seu fechamento convexo, que é a função que tem a epígrafe que é o casco convexo fechado da função objetivo primitiva original.

## Caso linear
Artigo principal: dual linear program
Problemas de programação linear são problemas de otimização nos quais a função objetivo e as restrições são todas lineares. No problema primal, a função objetivo é uma combinação linear de n variáveis. Existem m restrições, cada uma das quais coloca um limite superior em uma combinação linear das n variáveis. O objetivo é maximizar o valor da função objetiva sujeita às restrições. Uma solução é um vetor (uma lista) de n valores que alcança o valor máximo para a função objetivo.
No problema dual, a função objetivo é uma combinação linear dos valores m que são os limites nas restrições m do problema primal. Existem n restrições duplas, cada uma das quais coloca um limite inferior em uma combinação linear de m variáveis duplas.

### Relações primais-duais
No caso linear, no problema primal, de cada ponto sub-ótimo que satisfaz todas as restrições, existe uma direção ou subespaço de direções para mover que aumenta a função objetivo. Movendo-se em tal direção é dito para remover a folga entre a solução candidata e uma ou mais restrições. Um valor inviável da solução candidata é aquele que excede uma ou mais das restrições.
No problema dual, o vetor dual multiplica as restrições que determinam as posições das restrições no primal. Variar o vetor dual no problema dual é equivalente a revisar os limites superiores no problema primal. O limite superior mais baixo é procurado. Ou seja, o vetor dual é minimizado para remover a folga entre as posições candidatas das restrições e o ótimo real. Um valor inviável do vetor dual é aquele que é muito baixo. Define as posições candidatas de uma ou mais das restrições em uma posição que exclui o ótimo real.
Esta intuição é formalizada pelas equações em Programação Linear: Dualidade.

## Caso não linear
Na programação não linear, as restrições não são necessariamente lineares. No entanto, muitos dos mesmos princípios se aplicam.
Para garantir que o máximo global de um problema não linear possa ser identificado facilmente, a formulação do problema frequentemente requer que as funções sejam convexas e tenham conjuntos de nível mais baixo compactos.
Este é o significado das condições de Karush-Kuhn-Tucker. Eles fornecem condições necessárias para identificar ótimos locais de problemas de programação não linear. Existem condições adicionais (qualificações de restrição) que são necessárias para que seja possível definir a direção para uma solução ótima. Uma solução ótima é aquela que é um ótimo local, mas possivelmente não é um ótimo global.

### O princípio Lagrangeano forte: dualidade de Lagrange
Dado um problema de programação não linear na forma padrão
{\displaystyle minimize} {\textstyle f_{0}(x)}
{\displaystyle sujeito} {\displaystyle a} {\textstyle f_{i}(x)}≤0, {\displaystyle i}∈ {{\displaystyle {1,...,m}}}
{\textstyle h_{i}(x)=0,i}∈ {{\displaystyle {1,...,p}}}
com o domínio {\displaystyle D\subset R^{n}} tendo interior não vazio, a função Lagrangiana {\displaystyle \Lambda :\mathbb {R} ^{n}\times \mathbb {R} ^{m}\times \mathbb {R} ^{p}\rightarrow \mathbb {R} }
{\displaystyle \Lambda (x,\lambda ,\nu )=f_{0}(x)+\sum _{i=1}^{m}\lambda _{i}f_{i}(x)+\sum _{i=1}^{p}\nu _{i}h_{i}(x)}
Os vetores {\displaystyle \lambda } e {\displaystyle \nu } são chamados de variáveis dual ou vetores multiplicadores de Lagrange associados ao problema. A função dual de Lagrange {\displaystyle g:\mathbb {R} ^{m}\times \mathbb {R} ^{p}\rightarrow \mathbb {R} } é definida como
{\displaystyle g(\lambda ,\nu )={\underset {x\epsilon {\mathcal {D}}}{\inf }}\Lambda (x,\lambda ,\nu )={\underset {x\epsilon {\mathcal {D}}}{\inf }}{\Bigl (}f_{0}(x)+\sum _{i=1}^{m}\lambda _{i}f_{i}(x)+\sum _{i=1}^{m}\nu _{i}h_{i}(x){\Bigr )}}
A função dual g é côncava, mesmo quando o problema inicial não é convexo, porque é um ponto mínimo de funções afins. A função dupla produz limites inferiores no valor ideal {\displaystyle p^{*}}do problema inicial; para qualquer {\displaystyle \lambda \geq 0} e qualquer {\displaystyle \nu } temos {\displaystyle g(\lambda ,\nu )\leq p^{*}}.
Se uma qualificação de restrição, como a condição de Slater, e o problema original é convexo, então temos uma forte dualidade, ou seja,
{\displaystyle d^{*}={\underset {\lambda \geqslant 0,\nu }{max}}g(\lambda ,\nu )=inff_{0}=p^{*}}.

### Problemas convexos
Para um problema de minimização convexa com restrições de desigualdade,
{\displaystyle {\underset {x}{minimize}}} {\displaystyle f(x)}
{\displaystyle sujeito} {\displaystyle a} {\displaystyle g(x)\leq 0,i=1,...,m}
o problema Lagrangiano dual é
{\displaystyle {\underset {u}{maximize}}} {\displaystyle {\underset {x}{\inf }}{\Bigl (}f(x)+\sum _{j=1}^{m}u_{j}g_{j}(x){\Bigr )}}
{\displaystyle sujeito} {\displaystyle a} {\displaystyle u_{i}\geq 0,u=1,...,m}
onde a função objetivo é a função Lagrange dual. Desde que as funções {\displaystyle f} e {\displaystyle g_{1},...,g_{m}} são continuamente diferenciáveis, o ínfimo ocorre onde o gradiente é igual a zero. O problema 
{\displaystyle {\underset {x,u}{maximize}}} {\displaystyle f(x)+\sum _{j=1}^{m}u_{j}g_{j}(x)}
{\displaystyle sujeito} {\displaystyle a} {\displaystyle \bigtriangledown f(x)+\sum _{j=1}^{m}u_{j}\bigtriangledown g_{j}(x)=0}
{\displaystyle u_{i}\geq 0,i=1,...,m}
é chamado o problema dual de Wolfe. Este problema pode ser difícil de lidar computacionalmente, porque a função objetivo não é côncava nas variáveis conjuntas {\displaystyle (u,x)}. Além disso, a restrição de igualdade {\displaystyle \bigtriangledown f(x)+\sum _{j=1}^{m}u_{j}\bigtriangledown g_{j}(x)=0}é não-linear em geral, então o problema dual de Wolfe é tipicamente um problema de otimização não-convexo. Em todo caso, a dualidade fraca se mantém.

## História
De acordo com George Dantzig, o teorema da dualidade para otimização linear foi conjecturado por John von Neumann, imediatamente após Dantzig apresentar o problema de programação linear. Von Neumann notou que ele estava usando informações de sua teoria dos jogos e conjeturou que o jogo de duas pessoas com soma zero era equivalente a programação linear. Provas rigorosas foram publicadas pela primeira vez em 1948 por Albert W. Tucker e seu grupo. (Prefácio de Dantzig para Nering e Tucker, 1993)